# Imperio de mentiras
 (срп. Царство лажи) мексичка је теленовела, продукцијске куће Телевиса, снимана 2020.

## Улоге
| Глумац           | Улога            |
| ---------------- | ---------------- |
| Анђелик Бојер    | Елиса Канту      |
| Андрес Паласиос  | Леонардо Веласко |
| Алехандро Камачо | Еухенио Серано   |